# Алекси Алексиев (офицер)
 Тази статия е за генерал-майора.  За футболиста вижте Алекси Алексиев.  
Алекси Методиев Алексиев  е български офицер, генерал-майор.

## Биография
Роден е на 4 декември 1921 г. в Горна Джумая. От 1938 г. е член на РМС, от 1942 г. е член на БОНСС, а от септември 1944 г. и на БКП. От септември 1935 до юли 1940 г. учи в горноджумайската гимназия. След като завършва започва работа като работник в тютюнев склад. От 23 януари до септември 1941 г. е книговодител в данъчното управление в Горна Джумая. През септември 1941 г. е мобилизиран като войник в четиринадесети пехотен македонски полк. Уволнява се през октомври 1942 г., като междувременно е арестуван заради комунистическа дейност, но пуснат поради недоказаност на обвиненията. През октомври 1942 г. се записва като студент по химия в Софийския университет. През юни 1943 г. е арестуван след провал на организацията на БОНСС в университета и осъден на 15 години затвор. В затвора остава до септември 1944 г. След това е назначен за помощник-командир на гвардейски батальон в Горна Джумая. Остава на тази позиция до ноември 1944 г. От декември 1944 г. до март 1945 г. изкарва краткосрочен курс във Военното училище в София. В периода март 1945-ноември 1947 г. е взводен и батареен командир във Военното училище. Между ноември 1947 и май 1950 г. учи във Военната академия „Г.С.Раковски“ в София, където завършва с отличен успех като първенец на класа. От май 1950 г. е назначен за старши помощник-началник в оперативния отдел на Оперативното управление на Генералния щаб. По-късно завършва Военната академия на Генералния щаб на СССР. Към 1965 г. е началник-щаб на обединение. Умира през 2002 г.

## Образование
- Народно военно училище „Васил Левски“ – декември 1944 г.-март 1945 г.
- Военна академия – ноември 1947-май 1950 г.
- Военна академия на Генералния щаб на въоръжените сили на СССР „Ворошилов“